# Мадонна с Младенцем (картина Мастера женских полуфигур)
«Мадонна с младенцем» — картина нидерландского художника XVI века, известного под условным именем Мастер женских полуфигур, из собрания Государственного Эрмитажа.
Картина написана в мастерской неизвестного художника, работавшего в Антверпене в первой половине XVI века и условно называемого Мастером женских полуфигур. Его имя не установлено, а работы характеризуются индивидуальным, присущим только ему и его ученикам, «почерком».
Картина изображает Мадонну сидящей на широкой скамье у столика с массивными резными ножками. На столе лежит книга, которую перелистывает Мадонна, текст книги нечитаем и имеет орнаментальный вид. С левой стороны Мадонна держит Младенца, который тянется к блюду с виноградом и вишней на скамье. Мадонна с Младенцем изображены на фоне деревьев с густой листвой и деревенского пейзажа, показаны водяная и ветряная мельницы, деревенский колодец. Справа по дороге мимо домов скачет всадник и идёт старик с ребёнком на плечах, слева пастух гонит через деревенскую площадь несколько коров, видны и другие стаффажные фигуры. На дальнем плане — холмы и поля.
Символизм натюрморта следующий: виноград — символ христианства и причастия, а в руках Младенца — символ грядущей жертвенной смерти. Вишня истолковывается как символ благих желаний и намёк на обретение небесного рая; соответственно вместе они символизируют смерть и воскресение Иисуса Христа.
Картина написана в первой половине XVI века, и её ранняя история неизвестна. Во второй половине XIX века она хранилась в коллекции графов Строгановых в Санкт-Петербурге, и её автором считался Ян Мостарт. П. П. Семёнов-Тян-Шанский счёл эту атрибуцию неверной и указал на близость картины работам Мастера женских полуфигур, эта атрибуция была принята. После Октябрьской революции всё имущество Строгановых было национализировано, во дворце Строгановых был устроен музей, который, однако, вскоре был упразднён, и в 1922 году картина поступила в состав собраний Государственного Эрмитажа.

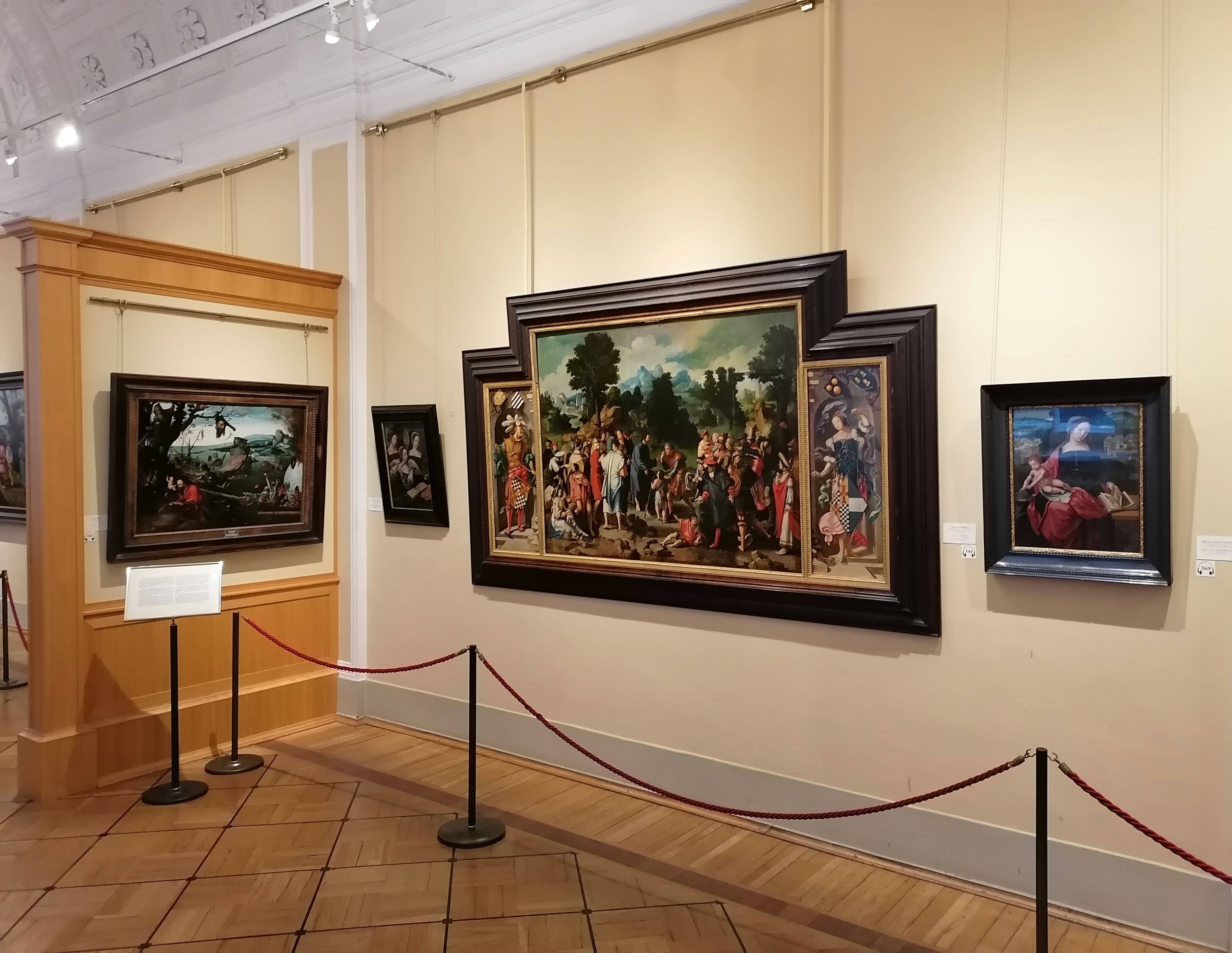
«Мадонна с младенцем» в зале 262 Малого Эрмитажа.

«Мадонна с Младенцем» выставляется в здании Малого Эрмитажа в зале 262 (бывшая Романовская галерея).
В 1962 году картина прошла капитальную реставрацию, был смыт толстый слой жёлтого лака, нанесённого на картину в XVIII или XIX веке. В инфракрасных лучах под живописным слоем был выявлен подробный подготовительный рисунок.
Советский искусствовед Н. Н. Никулин отмечал высокие живописные достоинства картины и назвал её одним из лучших произведений Мастера женских полуфигур; в своём обзоре нидерландского искусства XV—XVI веков он писал:

Прекрасно построенная композиция, точный рисунок, изысканная и яркая красочная гамма, натюрморт на первом плане и великолепный пейзаж в глубине, напоминающий картины Иоахима Патинира, — всё это с лучшей стороны характеризует незаурядный талант и утончённое дарование Мастера женских полуфигур.

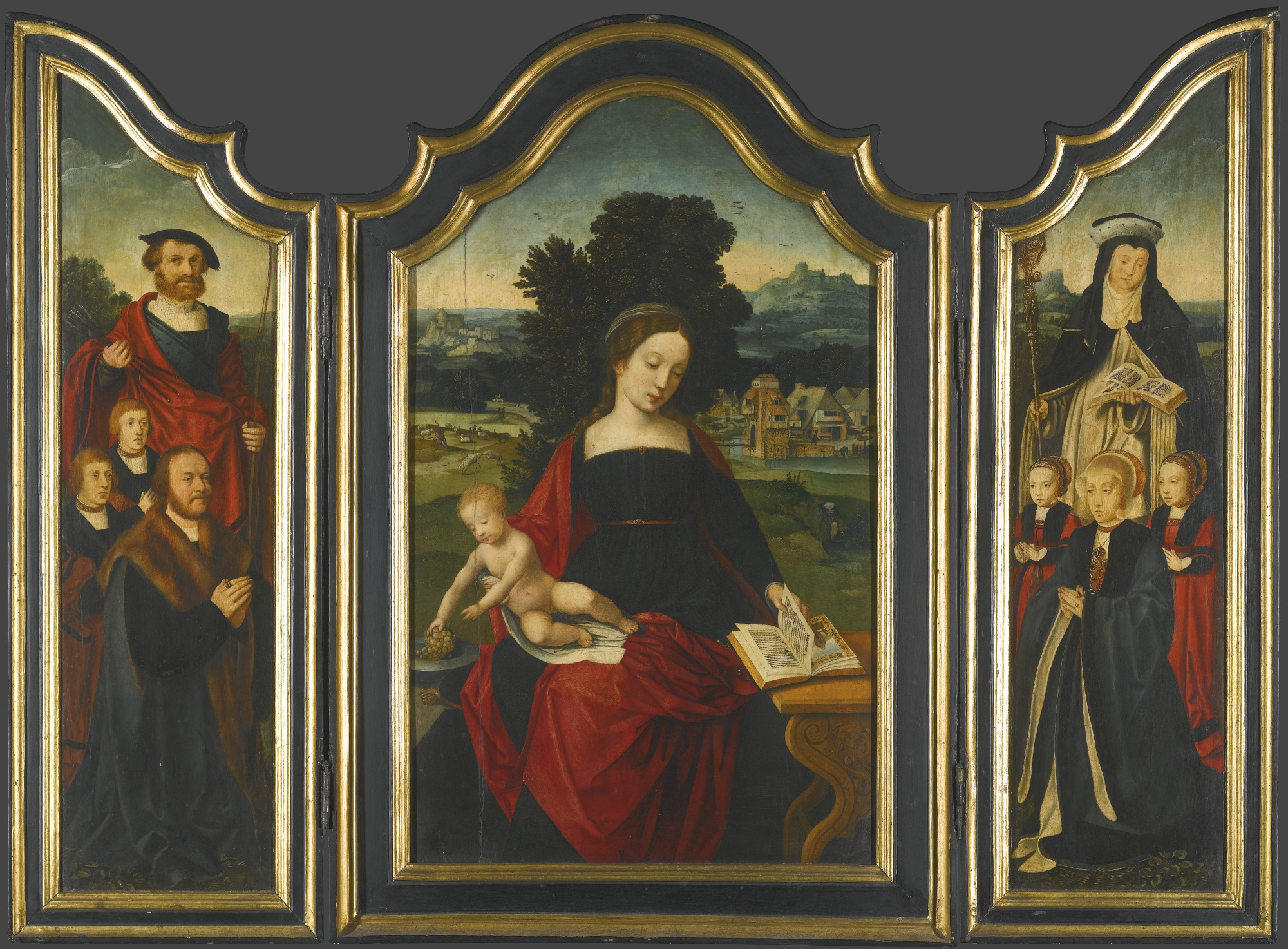
Мастер женских полуфигур. Триптих «Мадонна с Младенцем», аукцион Sotheby’s, торги 8 июля 2015 года

8 июля 2015 года на торгах аукциона Sotheby’s проходил алтарный триптих-складень работы Мастера женских полуфигур, центральная часть которого является очень близким вариантом эрмитажной картины: фигуры Мадонны и Младенца практически полностью идентичны. Основные отличия заключены в натюрморте, где отсутствуют вишни, и в фоне — изображён совершенно другой пейзаж. Среди мелких отличий: ножка стола менее проработана и страницы книги, которую читает Мадонна также другие.